# To Cur with Love
"To Cur, with Love" é o oitavo episódio da vigésima quarta temporada de The Simpsons. Foi exibido originalmente nos Estados Unidos em 16 de dezembro de 2012, como parte do bloco Animation Domination. Um corte alternativo do episódio foi re-exibido em 23 de dezembro de 2012. Teve algumas pequenas alterações, incluindo a inserção do Plymptoons no couch gag. Além disso, no final, a cena em que Montgomery Burns explica o "Cliff Fiscal" foi cortada da versão original, porém, o episódio ainda obtem o mesmo tempo de duração.

## Produção
O episódio foi escrito por Carolyn Omine e dirigido por Steven Dean Moore. O episódio foi exibido com o curta em que Montgomery Burns explica o "Cliff Fiscal", foi ao ar logo após que o episódio terminou e logo antes dos créditos finais. Este curta não foi incluído quando o episódio teve uma reprise uma semana depois, no dia 23.

## Enredo
Quando um incêndio no asilo obriga Vovô a morar de novo com os Simpsons, Homer machuca suas costas na mudança. Enquanto “descansa” em casa, ele fica viciado em um jogo, “Villageville”. E, por estar distraído, ele perde o cachorro da família, Ajudante de Papai Noel. Todos estão furiosos com Homer por não se preocupar com o cão desaparecido, mas o Vovô conta uma história do cachorro que Homer tinha na infância, Bongo.

## Recepção
Robert David Sullivan, do The A.V. Club, deu ao episódio um "C", dizendo: "Esta é uma outra viagem ao passado, sem muitos risos, que se sente marcando o tempo".
Jasper Goodheart, do ShowWatcher, escreveu: "Não extremamente engraçado, mas certamente um bom episódio[...]". André Luiz, do "Manicômio Séries", deu nota 10.0 para o episódio, dizendo que "Só foram precisos 5 minutos para darmos boas gargalhadas e ver fatos bem engraçados [...]", e no final acrescentou que foi "bem digno do tempo de glória do cartoon, não houve nada de personagens desconhecidos, ou famosos ou histórias sem pé nem cabeça. Foi tudo mantido na realidade, simplicidade, com muita cena de humor e uma historinha um pouco triste e que teve final interessante".

### Audiência
Em sua exibição original, foi assistido por cerca de 3,77 milhões de espectadores, se tornando o episódio de menor audiência da história da série até aquela data, devido a sua preferência de alguns mercados em fazer a cobertura ao vivo do memorial para as vítimas do Tiroteio na escola primária de Sandy Hook, apresentando um discurso do presidente Barack Obama. O show ainda conseguiu ser o mais assistido da Fox naquela noite.
A FOX decidiu reprisar o episódio, no dia 23 de dezembro de 2012, junto com Gone Abie Gone, sucedendo os novos episódios de Family Guy e American Dad, com uma audiência de 4,89 milhões de espectadores.
Em 9 de março de 2014, o episódio menos assistido da história da série passa a ser Diggs, com 2,92 milhões de telespectadores